# Douanes Imperiales
Douanes Imperiales – elitarna służba ochrony granic I Cesarstwa Francuskiego, powołana przez Napoleona w 1804. Oficjalnie nie wchodziła w skład wojska francuskiego.
Jej funkcjonariusze nosili zielone uniformy, skrojone na wzór fraku oraz charakterystyczne guziki z orłem a nad nim z okiem opatrzności jak na dolarach.
Stacjonowali m.in. nad Morzem Północnym, w Gdańsku, w Rosji, nad Morzem Śródziemnym, w Pirenejach i nad Morzem Adriatyckim. Odegrali znaczącą rolę w czasie blokady kontynentalnej Wielkiej Brytanii.